# CUS Brescia
Il CUS Brescia è una società polisportiva di Brescia nata nel 1947, federata con il Centro Universitario Sportivo Italiano.
Attualmente è attiva con una propria squadra nei seguenti sport: atletica leggera, calcio, basket, rugby, sci, tennis, pallavolo, judo e taekwondo.

## Baseball
Il CUS Brescia Baseball , unica squadra di baseball su tutto il territorio bresciano. Fondata nel 1987 e affiliata in seguito al Centro Universitario Sportivo. Dal 2015 militante nel campionato di Serie A Federale.

## Hockey su prato
La squadra indoor femminile ha vinto il campionato quattro volte, nelle stagioni 1993/94, 1995/96, 1997/98 e 2001/02.
La squadra maschile del Hockey CusCube Brescia invece milita in serie B. Nella stagione 2016/17 si qualifica alle finali per la promozione in serie A2 battendo Hockey Cernusco.

## Pallacanestro
Fondata da Marcello Martinelli, ora Direttore Generale del Cus, con una prima squadra che attualmente milita nel Campionato di Promozione.

## Rugby
Noto come Marco Polo CUS Brescia.
Responsabile: Michele Triboldi
- impianto: complesso sportivo Tartaglia di via Tirandi

Cronistoria
- 2005 – Fondazione
- 2005-06 – Serie C, sconfitta ai play-off dall'Amatori Capoterra
- 2006-07 – Serie C
- 2007-08 – Serie C
- 2008-09 – 5ª Serie C
- 2009-10 – Serie C
- 2010-11 – retrocessa a tavolino in C2
- 2011-12 –  il CUS Brescia e il Marco Polo RFC, si fondono, facendo così nascere il Marco Polo Cus Brescia Rugby (MARCUS). Serie C2, promossa[2]
- 2012-13 – Serie C, promossa
- 2013-14 – 10º Girone A di Serie B
- 2014-15 – ritiro dal campionato di Serie B, serie C2
- 2015 – Scissione dal Marco Polo
- 2015-16 – Serie C1
- 2016-17 – Serie C1[3]

Allenatori
- 2005-2006 – Arturo Cittadini
- 2006-2008 – Arturo Cittadini e Enrico Rizzotto
- 2008-2009 – Norberto Mastrocola
- 2009-2010 – Jean-Luc Sans poi Fabrizio Vitali
- 2010-2011 – Flavio Romano
- 2011-2013 – Giorgio Rigosa
- 2013-2014 – Luca Galimberti
- 2014-2015 – Emanuele Zanon
- 2015-2016 – Elio Pintossi, Tamburri Gabriel Esteban
- 2016-oggi – Ugo Pierato

Giocatori illustri
- Stephen Nicol
- Federico Sossi

## Ultimate frisbee
Da alcuni anni la città ospita anche una squadra di ultimate frisbee, B.u.b.b.a. Brescia. Attualmente sono ospitati dall'associazione CUS Brescia e per l'anno 2012 militeranno nella serie B del campionato italiano open di ultimate frisbee.

## Impianti
Presso Università degli Studi di Brescia